# Blow Up Your Video
Blow Up your Video (Блоу Ъп йоъ Видеоу) е албум на австлалийската хардрок група Ей Си/Ди Си (AC/DC), издаден през 1988 г. Албумът е продуциран от един от братята на двамата китаристи в групата (Ангъс и Малкълм Йънг) – Джордж и неговият дългогодишен познат Хари Ванда. Двамата заедно дават и началния тласък на рок групата като продуцират първите ѝ албуми.
Брайън Джонсън написва всички текстове на песните от албума, докато музиката е написана от братята Йънг.
Както повечето албуми на Ди Си и Blow Up your Video е преиздаден през 2003 г. като част от сериите AC/DC Remasters.

## Списък на песните
1. „Heatseeker“ – 3:50
2. „That's the Way I Wanna Rock 'n' Roll“ – 3:43
3. „Meanstreak“ – 4:08
4. „Go Zone“ – 4:26
5. „Kissin' Dynamite“ – 3:58
6. „Nick of Time“ – 4:16
7. „Some Sin for Nuthin'“ – 4:11
8. „Ruff Stuff“ – 4:34
9. „Two's Up“ – 5:25
10. „This Means War“ – 4:23

- Всички песни са написани от Ангъс Йънг, Малкълм Йънг, и Брайън Джонсън.
- Продуценти – Джордж Йънг и Хари Ванда

Освен десетте песни, включени в албума, групата написва и още две парчета: „Snake Eye“ и „Borrowed Time“, издадени само като сингли. Демо версии на две други песни: „Let Loose“ и „Alright Tonight“ били откраднати, поради което не са включени в готовия албум.

## Състав
- Брайън Джонсън – вокали
- Ангъс Йънг – соло китара
- Малкълм Йънг – ритъм китара, беквокали
- Клиф Уилямс – бас китара, беквокали
- Саймън Райт – барабани